# La foto di Orta
La foto di Orta è un romanzo di Laura Pariani pubblicato nel 2001, finalista al Premio Rapallo Carige e vincitore del Premio Vittorini.
È incentrato sui viaggi compiuti da Friedrich Nietzsche nell'Italia settentrionale durante gli anni ottanta del XIX secolo e sui sentimenti del filosofo per la scrittrice Lou von Salomé. 

## Edizioni
- Laura Pariani, La foto di Orta, Rizzoli, 2001, ISBN 978-8817866972.
- Laura Pariani, La foto di Orta, Novara, Interlinea, 2017, ISBN 978-8868571269.